# Icíar Bollaín

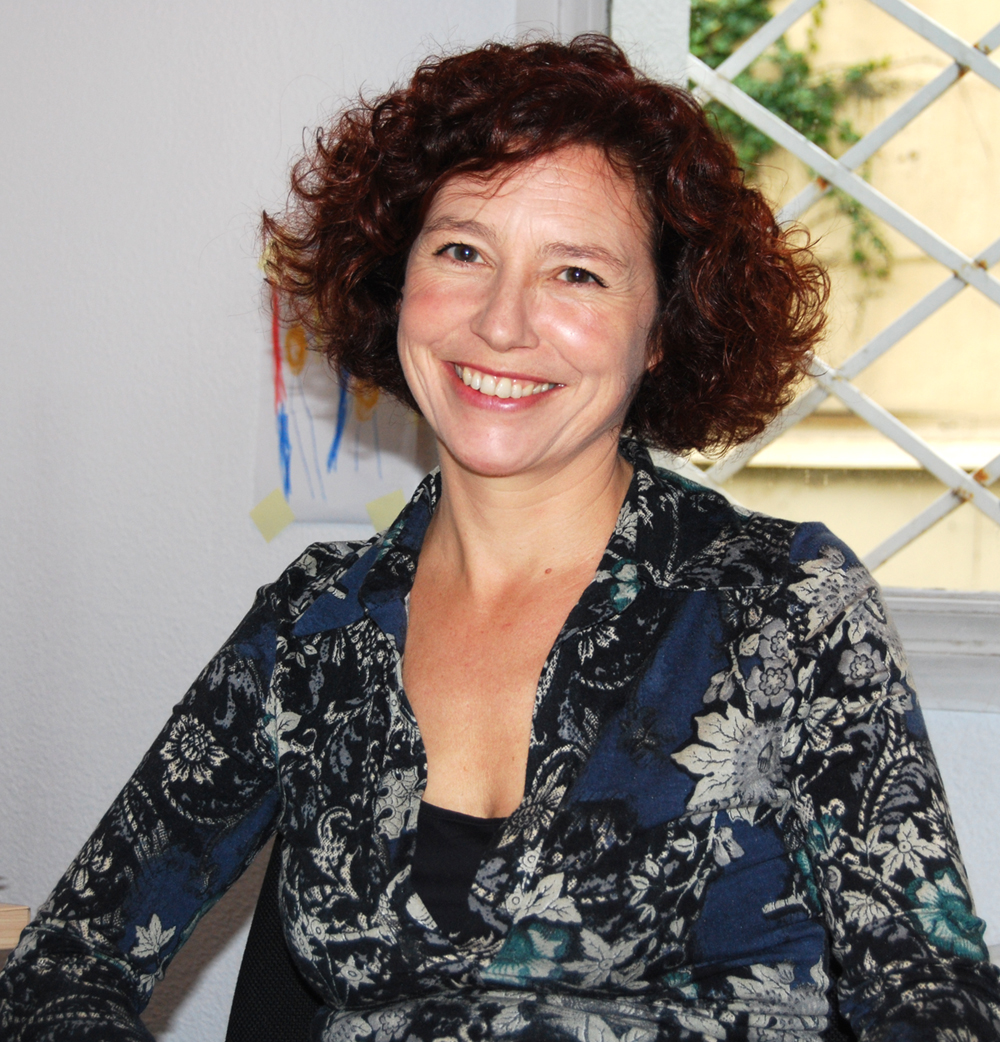

Icíar Bollaín, född 12 juni 1967, är en spansk skådespelerska, manusförfattare och filmregissör.

## Filmografi

### Skådespelerska

#### Filmer
- 1983 - Södern (El Sur) – Regi: Víctor Erice
- 1986 - Las dos orillas – Regi: Juan Sebastián Bollaín
- 1987 - Al acecho – Regi: Gerardo Herrero
- 1987 - Mientras haya luz – Regi: Felipe Vega
- 1989 - Malaventura– Regie Manuel Gutiérrez Aragón
- 1989 - Venecias – Regi: Pablo Llorca
- 1990 - El mejor de los tiempos – Regi: Felipe Vega
- 1990 - Doblones de a ocho – Regi: Andrés Linares
- 1991 - Sublet – Regi: Chus Gutiérrez
- 1992 - Un paraguas para tres – Regi: Felipe Vega
- 1992 - Entretiempo – Regi: Santiago García de Leániz
- 1993 - Dime una mentira – Regi: Juan Sebastián Bollaín
- 1993 - Tocando fondo – Regi: José Luis Cuerda
- 1993 - Jardines colgantes – Regi: Pablo Llorca
- 1994 - Land och frihet (Land and Freedom) - Regi: Ken Loach
- 1995 - El techo del mundo – Regi: Felipe Vega
- 1996 - Menos de cero – Regi: Ernesto Tellería
- 1997 - Niño nadie – Regi: José Luis Borau
- 1997 - Subjudice – Regi: Josep María Forn
- 2000 - Leo – Regi: José Luis Borau
- 2002 - Sara, una estrella – Regi: José Briz Méndez
- 2002 - Nos miran – Regi: Norberto Pérez
- 2003 - La balsa de piedra – Regi: George Sluizer
- 2005 - La noche del hermano – Regi: Santiago García de Leániz

#### Kortfilm
- 1990 - Polvo enamorado – Regi: Javier López Izquierdo

### Regi

#### Filmer
- 1995 - Hola, ¿estás sola?
- 1999 - Flores de otro mundo. Bästa film på Filmfestivalen i Cannes
- 2003 - Ta mina ögon (Te doy mis ojos) - Goya: Bästa film.
- 2007 - Mataharis
- 2010 - También la lluvia)
- 2011 - Katmandú, un espejo en el cielo

#### Kortfilmer
- 1993 - Baja, corazón
- 1994 - Los amigos del muerto
- 2000 - Amores que matan
- 2002 - Viajes con mi abuela
- 2005 - Por tu propio bien